# 国務会議
国務会議（こくむかいぎ 朝：국무회의 國務會議）は、大韓民国政府の権限に属する重要な政策を審議する機関である。大統領、国務総理、国務委員で構成される。国務会議は行政府の機関であり、立法府である国会とは異なる。

## 役割
韓国の大統領制は、米国型の大統領制と議院内閣制を折衷した独特のものであると言われる。国務会議は、韓国の統治機構における議院内閣制的要素の一つであり、議院内閣制における内閣、閣議に相当する。
国務会議は、政府の権限に属する重要な政策を審議する機関であり、「国政の最高審議機関」であると言われる。大統領、国務総理と15人以上30人以内の国務委員で構成され、大統領が議長、国務総理が副議長を務める。
憲法には、国務会議の審議を経なければならない17項目の事項が列挙されている。列挙された事項について、大統領が国務会議の審議を経ずにした行為は無効であると解されている。ただし、大統領の行為に対する責任は大統領自身が負い、大統領は国務会議の議決に拘束されない。
国務会議の審議事項は以下のとおり。
1. 国政の基本計画および政府の一般政策
2. 宣戦、講和、その他重要な対外政策
3. 憲法改正案、国民投票案、条約案、法律案および大統領令案
4. 予算案、決算、国有財産処分の基本計画、国家の負担となる契約その他財政に関する重要事項
5. 大統領の緊急命令、緊急財政経済処分ならびに命令または戒厳およびその解除
6. 軍事に関する重要事項
7. 国会の臨時会集会の要求
8. 栄典授与
9. 赦免、減刑および復権
10. 行政各部間の権限の画定
11. 政府内の権限の委任または配定に関する基本計画
12. 国政処理状況の評価・分析
13. 行政各部の重要な政策の樹立および調整
14. 政党解散の提訴[6]
15. 政府に提出または回付された政府の政策に関係する請願の審査
16. 検察総長、合同参謀議長、各軍参謀総長、国立大学校総長、大使その他法律で定める公務員および国営企業体管理者の任命
17. その他大統領、国務総理または国務委員が提出した事項

## 運営
韓国の政府組織法第12条および第13条に国務会議に関する規定があり、同法第12条第4項の委任を受けて「国務会議規程」という大統領令で国務会議の運営に関する事項が規定されている。
国務会議は大統領が議長として招集し、主宰する。国務委員は議案をそなえて大統領に国務会議の招集を求めることができる。国務調整室長、人事革新処長、法制処長、国家報勲処長、食品医薬品安全処長その他法律で定める公務員は必要な場合国務会議に出席して発言することができる。
大統領秘書室長、国家安全保障室長、国務調整室長、人事革新処長、法制処長、国家報勲処長、食品医薬品安全処長、公正取引委員会委員長、金融委員会委員長、中小企業庁長およびソウル特別市長は国務会議に陪席する。議長（大統領）は必要と認めた場合に重要な職にある公務員を陪席させることができる。
定例国務会議は毎週1回招集し、臨時国務会議は必要の都度招集する。国務会議に提出する議案は、次官会議の審議を経たものでなければならない。
国務会議の庶務を処理する職として、幹事が置かれる。幹事は行政安全部の高官である「議定官」が務める。